# Taquicardia
A taquicardia, também chamada de taquiarritmia, é uma frequência cardíaca que excede a frequência normal de repouso. De modo geral, é considerada taquicardia uma frequência cardíaca em repouso acima de cem batimentos por minuto em adultos.

## Complicações
A taquicardia pode levar ao desmaio. Quando a taxa de fluxo sanguíneo se torna muito rápida, ou o fluxo sanguíneo rápido passa no endotélio danificado, aumenta o atrito dentro dos vasos, resultando em turbulência e outros distúrbios. De acordo com a tríade de Virchow, esta é uma das três condições que podem levar à trombose (ou seja, coágulos sanguíneos dentro dos vasos).

## Gestão
O manejo da taquicardia depende do seu tipo (complexo largo versus complexo estreito), se a pessoa é estável ou instável e se a instabilidade é devido à taquicardia. Instável significa que funções orgânicas importantes foram afetadas ou que uma parada cardíaca está prestes a ocorrer.

### Instável
Naqueles que são instáveis com taquicardia de complexo estreito, pode-se tentar adenosina intravenosa. Em todos os outros, a cardioversão imediata é recomendada.

## Terminologia
A palavra taquicardia veio para o português do neolatim como um composto neoclássico construído a partir das formas combinadas taqui- + -cardia, que são do grego ταχύς tachys, "rápido" e καρδία, kardia, "coração". Por uma questão tanto de escolha de uso na literatura médica quanto de idioma em linguagem natural, as palavras taquicardia e taquiarritmia são geralmente usados de forma intercambiável, ou vagamente o suficiente para que a diferenciação precisa não seja explícita. Alguns escritores cuidadosos tentaram manter uma diferenciação lógica entre eles, o que se reflete nos principais dicionários médicos e nos principais dicionários gerais. A distinção é que a taquicardia deve ser reservada para a própria frequência cardíaca rápida, independentemente da causa, fisiológica ou patológica (ou seja, da resposta saudável ao exercício ou da arritmia cardíaca), e que a taquiarritmia ser reservado para a forma patológica (ou seja, uma arritmia do tipo de frequência rápida). É por isso que cinco dos dicionários mencionados anteriormente não inserem referências cruzadas indicando sinonímia entre suas entradas para as duas palavras (como fazem em outros lugares sempre que se entende por sinonímia), e é por isso que um deles especifica explicitamente que as duas palavras não devem ser confuso.